# Maurice Schlogel
Maurice Schlogel est un banquier français né le 24 septembre 1909 à Paris et mort le 7 juin 1998 à Genève (Suisse). Autodidacte, il s'est hissé aux premiers rangs des banquiers français en devenant directeur général du Crédit lyonnais en 1968. Il a marqué la profession par ses innovations financières, son action internationale et ses initiatives pour le financement des entreprises. Il est le père de Gilbert Schlogel, chirurgien et écrivain français.

## Carrière bancaire
Né dans un milieu modeste - son père était peintre en bâtiment - Maurice Schlogel entre au Crédit lyonnais en 1925, à 16 ans, comme garçon de course ou grouillot. Il devient directeur d'agence à Nanterre en 1936, le plus jeune à ce poste dans la banque,. Mobilisé en 1939, il est fait prisonnier et détenu au Stalag VII-A de Moosburg en Bavière puis libéré en 1941. De retour de captivité, il est détaché au Comité permanent d'organisation des banques et, à la Libération, à la Banque de France où il est chargé d'étudier le crédit à moyen terme mobilisable. Il réintègre le Crédit lyonnais en 1946 dont il devient directeur de l'agence centrale à Paris en 1952. En 1962, il est nommé directeur général adjoint puis directeur général en 1968. François Bloch-Lainé ayant été nommé président du Crédit lyonnais en 1967, Maurice Schlogel se voit privé de cette fonction suprême et doit même partager la direction générale avec Jean Saint-Geours en 1970. En 1970, il est nommé administrateur-directeur général puis, en 1971, vice-président délégué du Crédit lyonnais. Sa carrière au Crédit lyonnais s'achève en 1974.
Maurice Schlogel est un des banquiers les plus inventifs de sa génération : il monte un service de gestion de fortune pionnier pour une banque de dépôt en 1958, fait partie des promoteurs des SICAV (Société d'investissement à capital variable) en créant la Slivam (société lyonnaise d'investissements en valeurs mobilières) en 1959 ; c'est la première SICAV commercialisée en France en 1963,.
Maurice Schlogel est aussi un banquier d'affaires intéressé par le financement des entreprises en croissance. Au Crédit lyonnais, il crée en 1963 sous forme de filiale la SOFINEX, une banque d'affaires. C'est le banquier qui a mis le pied à l'étrier à l'industriel Francis Bouygues, dont il est le professeur au Centre de perfectionnement aux affaires (CPA). En 1970, il est nommé président de l'Institut de développement industriel - IDI, structure publique de capital investissement nouvellement créée qu'il a appelée de ses vœux et sur laquelle il a rendu un rapport au ministre des Finances Valéry Giscard d'Estaing.
En matière internationale, Maurice Schogel est partisan de l'internationalisation des banques pour accompagner les clients sur un mode dépassant le traditionnel correspondent banking. Il est un des promoteurs de la coopération bancaire : en 1970, il crée  le Club des Europartenaires avec la Commerzbank, coopération étendue ensuite au Banco di Roma et au Banco_Hispano_Americano (es).

## L'enseignement professionnel
Très redevable à l'enseignement professionnel de son ascension dans la banque, Maurice Schlogel a aussi été un enseignant en vue sur le plan professionnel. Il a notamment enseigné au Conservatoire national des arts et métiers (CNAM), où il a été nommé à la chaire "Économie et marchés des capitaux" en 1960, succédant à Henri Ardant, puis, en 1970, comme professeur associé à la chaire d'"Économie et de technique bancaires" où il succédait à Jacques Branger. Assurant les travaux pratiques à l'Institut technique de banque (ITB) au début des années 1950, il impressionne fortement la banquière Gilberte Beaux dont il restera toujours proche. Maurice Schlogel a aussi enseigné au Centre de perfectionnement aux affaires.

## Un élu local
Maurice Schlogel est maire de la Trinité-sur-Mer de 1974 à 1986. Il est élu en 1974 à la suite de la démission de son prédécesseur Robert de Kersauson. Il y met notamment mis en œuvre le premier plan d'occupation des sols.

## Publications de Maurice Schlogel
A côté de nombreux articles publiés dans des revues professionnelles comme la revue Banque, Maurice Schlogel a notamment publié :
- Maurice Schlogel, Organisation et fonctionnement des marchés financiers, Paris, Masson, 1969, 280 p.
- Maurice Schlogel, Les relations économiques et financières internationales, Paris, Masson, 1972, 380 p.
- Maurice Schlogel, Rien ne sera plus comme avant : L'actualité économique, financière, politique, dans un monde en turbulences depuis un demi-siècle, Paris, Editions du Pont-Neuf, 1996, 236 p.

## Décorations
- Commandeur de la Légion d'honneur en 1974[16]
- Commandeur de l'ordre des Palmes académiques.